# Magical Mystery Mari
Magical Mystery "Mari", sous-titré Hamada Mari Live '85 (MAGICAL MYSTERY “ＭＡＲＩ” 浜田麻里 LIVE '85) est le titre du premier album live de Mari Hamada, ainsi que celui de sa première vidéo en concert, tous deux sortis en 1985.

## Album
Albums de Mari Hamada
Rainbow Dream
(21 janvier 1985) Blue Revolution
(21 déc. 1985)
L'album Magical Mystery "Mari" sort le 21 juillet 1985 au Japon sur le label Invitation de Victor Entertainment, six mois seulement après le précédent album de la chanteuse, Rainbow Dream. Comme ses autres albums, il est ré-édité le 24 mars 1994 à l'occasion de ses 10 ans de carrière (présentation officielle fautive), puis le 22 octobre 2008 pour ses 25 ans. Il reste son seul album enregistré en concert.
Il contient onze chansons (sur huit pistes, certaines étant enchainées), provenant de ses quatre premiers albums originaux, et enregistrées en 1985 lors d'un concert en promotion du dernier en date. L'une d'elles est une reprise de The Moment of Truth, single de Survivor sorti l'année précédente et générique du film Karaté Kid (The Karate Kid). Les chœurs de l'album sont interprétés sur scène par la propre sœur de la chanteuse, Eri.
La vidéo homonyme sortie le mois précédent a été filmée lors d'un autre concert de la tournée, et ne contient pas exactement les mêmes titres. 
| Liste des titres du CD | Liste des titres du CD                                             | Liste des titres du CD             | Liste des titres du CD | Liste des titres du CD | Liste des titres du CD | Liste des titres du CD | Liste des titres du CD | Liste des titres du CD | Liste des titres du CD |
| No                     | Titre                                                              | Album d'origine                    | Durée                  |                        |                        |                        |                        |                        |                        |
| ---------------------- | ------------------------------------------------------------------ | ---------------------------------- | ---------------------- | ---------------------- | ---------------------- | ---------------------- | ---------------------- | ---------------------- | ---------------------- |
| 1.                     | Rainbow Dream / All Night Party (RAINBOW DREAM～ALL NIGHT PARTY)   | de Rainbow Dream / de Lunatic Doll | 7:29                   |                        |                        |                        |                        |                        |                        |
| 2.                     | The Moment of Truth (THE MOMENT OF TRUTH) (reprise de Survivor)    | de Rainbow Dream                   | 4:23                   |                        |                        |                        |                        |                        |                        |
| 3.                     | Misty Lady (MISTY LADY)                                            | de Misty Lady                      | 4:45                   |                        |                        |                        |                        |                        |                        |
| 4.                     | Freeway / Last Scene (FREE WAY～LAST SCENE)                        | de Rainbow Dream                   | 8:41                   |                        |                        |                        |                        |                        |                        |
| 5.                     | Tokio Makin' Love (TOKIO MAKIN' LOVE)                              | de Lunatic Doll                    | 4:29                   |                        |                        |                        |                        |                        |                        |
| 6.                     | Runaway From Yesterday (RUNAWAY FROM YESTERDAY)                    | de Lunatic Doll                    | 6:19                   |                        |                        |                        |                        |                        |                        |
| 7.                     | Paradise (PARADISE)                                                | de Misty Lady                      | 4:33                   |                        |                        |                        |                        |                        |                        |
| 8.                     | Don't Change Your Mind / So Long (DON'T CHANGE YOUR MIND～SO LONG) | de Romantic Night                  | 6:03                   |                        |                        |                        |                        |                        |                        |
| 46:44                  |                                                                    |                                    |                        |                        |                        |                        |                        |                        |                        |

## Vidéo
La vidéo Magical Mystery "Mari" sort le 21 juin 1985 au format VHS au Japon sur le label Invitation de Victor Entertainment, un mois avant la sortie de l'album homonyme et avec une couverture différente. C'est la deuxième vidéo de la chanteuse, après sa compilation de clips Misty Lady parue un an auparavant. Comme ses autres vidéos, elle est ré-éditée par la suite au format DVD le 21 janvier 2005.
Il contient treize chansons (sur onze pistes, certaines étant enchainées), provenant de ses quatre premiers albums originaux, et enregistrées en 1985 lors d'un concert en promotion du dernier en date ; dix d'entre elles sont également interprétées sur l'album homonyme, dont une reprise de The Moment of Truth, single de Survivor sorti l'année précédente et générique du film Karaté Kid (The Karate Kid). La choriste est Eri, sœur de Mari Hamada.
| 1.  | All Night Party (ALL NIGHT PARTY)                                  | de Lunatic Doll   |  |
| 2.  | The Moment of Truth / Rainbow Dream (THE MOMENT OF TRUTH～...)     | de Rainbow Dream  |  |
| 3.  | Misty Lady (MISTY LADY)                                            | de Misty Lady     |  |
| 4.  | From Long Ago (FROM LONG AGO)                                      | de Romantic Night |  |
| 5.  | Spacer (SPACER)                                                    | de Lunatic Doll   |  |
| 6.  | Last Scene (LAST SCENE)                                            | de Rainbow Dream  |  |
| 7.  | Xanadu (XANADU)                                                    | de Romantic Night |  |
| 8.  | Tokio Makin' Love (TOKIO MAKIN' LOVE)                              | de Lunatic Doll   |  |
| 9.  | Runaway From Yesterday (RUNAWAY FROM YESTERDAY)                    | de Lunatic Doll   |  |
| 10. | Don't Change Your Mind / So Long (DON'T CHANGE YOUR MIND～SO LONG) | de Romantic Night |  |
| 11. | Freeway (FREE WAY)                                                 | de Rainbow Dream  |  |

## Musiciens
- Mari Hamada : chant
- Katsuya Sato : guitare
- Fumio Kaneko : guitare
- Tomonori Yamada : basse
- Takayoshi Kobayashi : claviers
- Haruki Niekawa : batterie
- Eri : chœurs